# Roy Noble
Roy Noble (* 1942) je velšský rozhlasový a televizní hlasatel. Narodil se ve vesnici Brynamman v údolí řeky Amman na jihu Walesu jako jediný syn horníka Ivora Noblea. Docházel na Amman Valley Grammar School, kde byl jeho spolužákem například pozdější hudebník a skladatel John Cale. Později z rodné oblasti odešel (nejprve do Cardiffu) a začal pracovat jako učitel. Jako moderátor pracoval například pro BBC. V roce 2001 mu byl udělen Řád britského impéria.